# 蘇豪區 (倫敦)

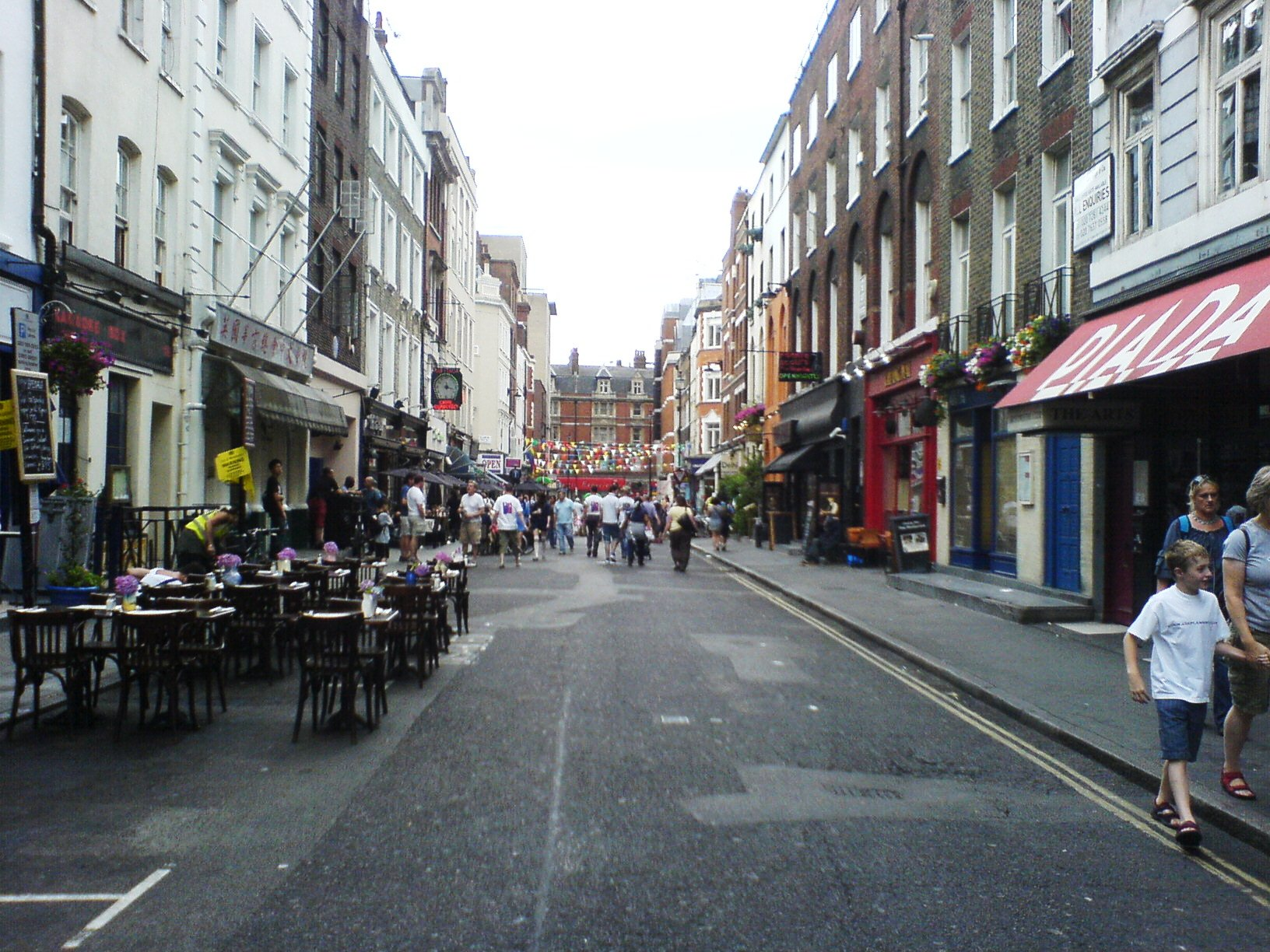
倫敦蘇豪區一景

蘇豪區（英語：Soho）位於英國倫敦西部的次級行政區西敏市境內，本來是當地的紅燈區，現為著名娛樂區。伴隨色情事業式微，加上位置緊貼倫敦的金融區梅费尔，每天下班時候都有很多人從梅菲爾到蘇豪喝酒、消遣和聽音樂，使蘇豪區漸漸變成一個讓世界各地遊客雲集的社區。許多时尚酒吧和小店、高档酒店云集于此，只有少部分色情场所还在营业。除此之外，倫敦的唐人街亦位於本區。

## 歷史

### 名稱
“Soho”作爲地名首次出現在17世紀。官方相信這個名字是由打獵時的吶喊聲演變而來。蒙默斯公爵曾在1685年7月6日的塞奇高沼之戰使用“soho”作爲戰鬥時的吶喊，這時“Soho”作爲倫敦街區的名字已經沿用約半世紀了。“Soho”一詞曾被包括香港，紐約，馬拉加及布宜諾斯艾利斯等在內的多個城市採用以命名娛樂區。

## 街道
- 區內的爵祿街曾經是朗尼史葛爵士俱樂部原址所在。
- 菲利夫街是現時朗尼史葛爵士俱樂部之所在，發明電視機的約翰·羅傑·貝爾德曾在這街道上向公眾示範電視的使用，這街道亦曾經是莫扎特孩提時代的住處。

## 參看
- 伦敦唐人街